# Musée folklorique norvégien

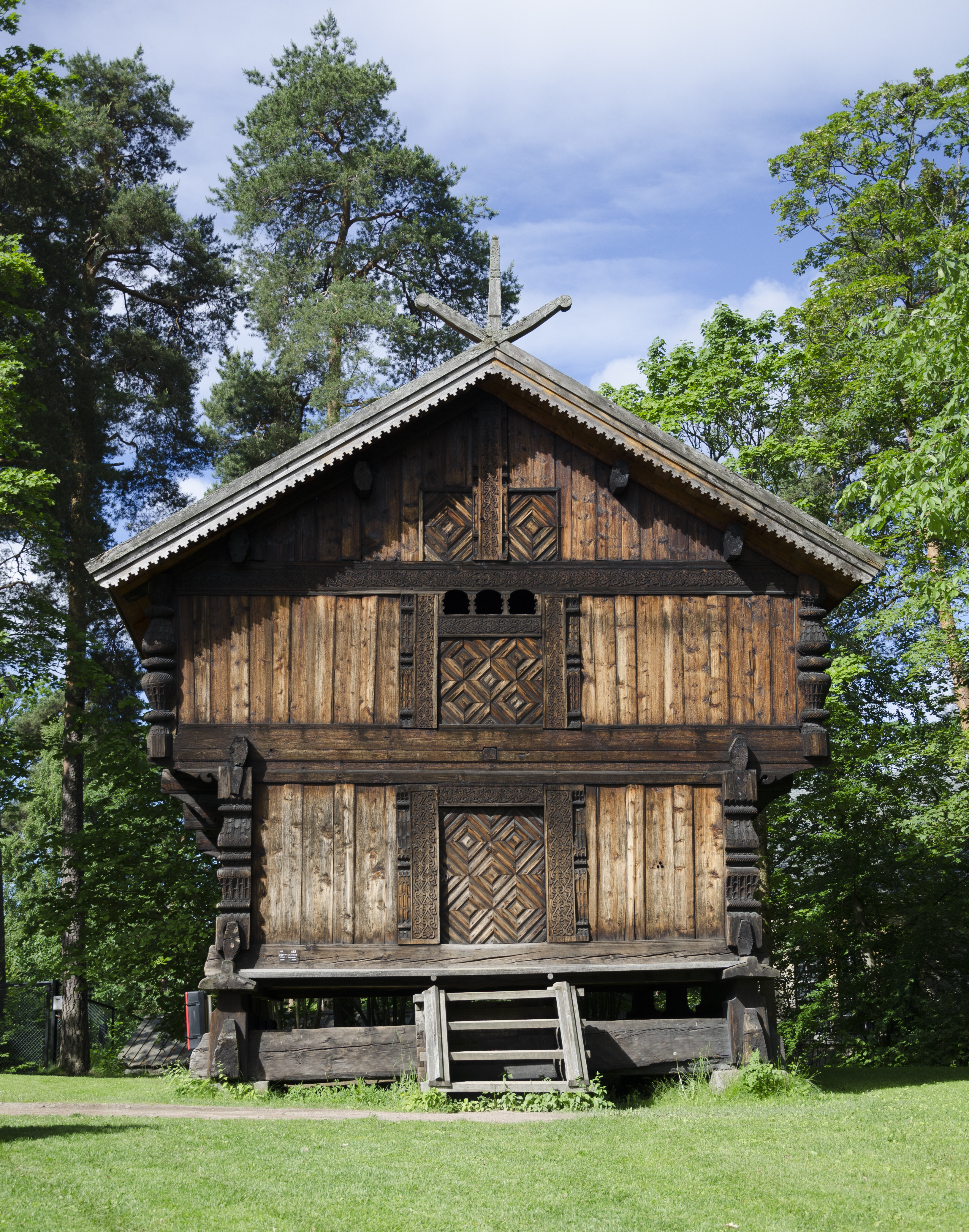
Un entrepôt venant de Vinje présenté dans le musée, années 1750.

Le musée folklorique norvégien (norvégien : Norsk Folkemuseum) est un musée en plein air présentant l'habitat traditionnel des différentes régions de la Norvège. Créé en 1894, plus de 150 maisons y sont présentées, ce qui en fait le plus grand musée de ce type du pays.
Il se situe sur la péninsule de Bygdøy à Oslo en Norvège, au sein d'une zone abritant également d'autres musées comme le  musée du Kon-Tiki, le musée du Fram, le musée des navires vikings et le musée de la marine.

#### Autres écomusées en Europe
- Allemagne : Musée de plein air Vogtsbauernhof
- Danemark : Den Gamle By
- Estonie : Musée estonien en plein air
- Finlande : Musée de plein air de Seurasaari
- Islande : Musée de la ferme d'Árbær
- Lettonie : Musée ethnographique de plein air de Lettonie
- Suède : Skansen
- Pays-Bas : Écomusée des Pays-Bas
- Pologne : Musée-parc ethnographique des Cachoubes
- Roumanie : Musée du Village roumain
- Suisse : Musée suisse en plein air de Ballenberg

#### Autres
- Écomusée
- Oslo
- Liste de musées en Norvège